# Şalpazarı
Şalpazarı là một huyện thuộc tỉnh Trabzon, Thổ Nhĩ Kỳ. Huyện có diện tích 121 km² và dân số thời điểm năm 2007 là 12490 người, mật độ 103 người/km².